# Gummibandligatur (Varizen)
Die Gummibandligatur stellt eine  Behandlungsmethode bei Blutungen von erweiterten Venen (Krampfadern, Ösophagusvarizen) der Speiseröhre (Ösophagus) dar. Sie ist eine Alternative zu Varizenverödung.

## Indikation
Notfall-Behandlung lebensgefährlicher Blutungen von Ösophagusvarizen. 

## Technik
Bei der Ligatur werden über eine durchsichtige Hülle an der Spitze eines Gastroskops bis zu zehn Gummibänder angebracht:
Die Ösophagusvarize wird in die Hülle eingesaugt und anschließend der Gummiring darüber abgestreift. Es kommt so zu einer polypenartigen Strangulation der Varize. Nach einigen Tagen fällt der „Polyp“ ab und es entsteht eine Narbe in der Speiseröhrenwand, die einen dauerhaften Verschluss der Varizen bewirkt. Es werden in einer endoskopischen Sitzung mehrere Varizenstränge behandelt, um eine vollständige Unterbindung zu erreichen. Bisweilen müssen in einer zweiten  Sitzung die restlichen Varizen ligiert werden.

## Komplikationen
Nach dem Abfallen der abgeschnürten Varizen entsteht ein Ulkus, welches eine Narbe in der Ösophaguswand erzeugt. Diese Narbe soll eine Rekanalisation (Wiedereröffnung) der Varizen verhindern. Im Gegensatz zu den Sklerosierungsmethoden sind die Narben jedoch wesentlich flacher.
Bei der Ausbildung des Ulcus kann es zu einer geringgradigen Blutung kommen, die endoskopisch therapiert werden kann.

## Blutungs-Prophylaxe
Trotz alternativer Behandlungsmöglichkeiten (zum Beispiel endoskopischer Sklerosierung) stellt dieses Verfahren die Therapie der Wahl dar. Ob auch eine prophylaktische Therapie von Ösophagusvarizen ohne vorherige Blutung angezeigt ist, wird diskutiert.